# Liste der Yang di-Pertua Negeri Sabah

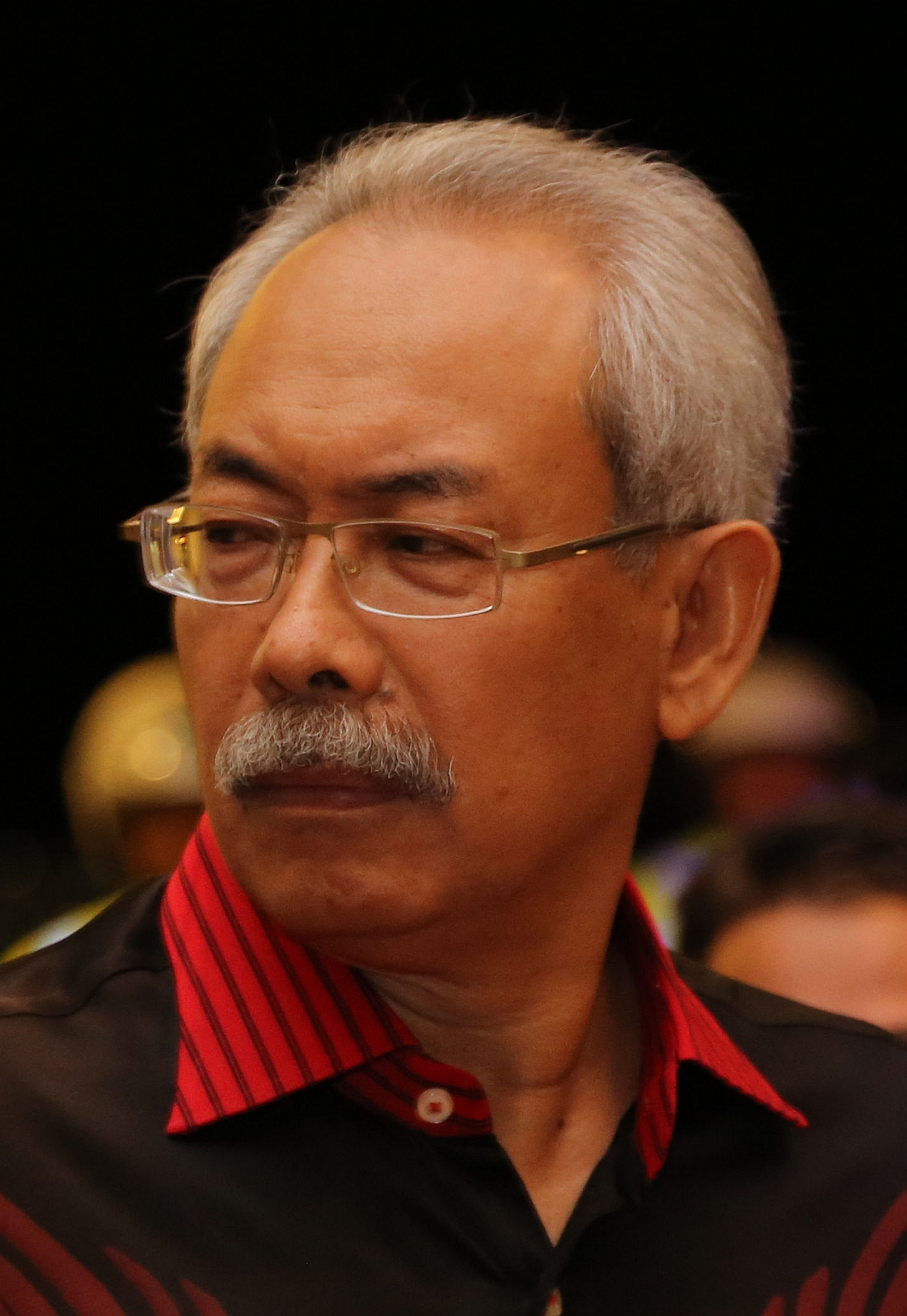
Der derzeitige Amtsinhaber Juhar Mahiruddin

Die Liste der Yang di-Pertua Negeri Sabah enthält die zeremoniellen Staatsoberhäupter des malaysischen Bundesstaats Sabah seit dem Beitritt zur Föderation Malaya am 16. September 1963.
Der Yang di-Pertua Negeri Sabah (vormals auch als Gouverneur von Sabah bezeichnet) ist die Bezeichnung für das zeremonielle Staatsoberhaupt im malaysischen Bundesstaat Sabah. Er wird vom Yang di-Pertuan Agong auf Vorschlag des Ministerpräsidenten ernannt. Der Yang di-Pertua Negeri führt den Titel Tuan Yang Terutama (T.Y.T.), was „Seine Exzellenz“ bedeutet.

## Liste derYang di-Pertua Negeri Sabah
Im Bundesstaat Sabah waren bisher folgende Yang di-Pertua Negeri im Amt:
| #  | Yang di-Pertua Negeri | Beginn der Amtszeit | Ende der Amtszeit |
| -- | --------------------- | ------------------- | ----------------- |
| 1  | Mustapha bin Harun    | 16. Sep. 1963       | 16. Sep. 1965     |
| 2  | Pengiran Ahmad Raffae | 16. Sep. 1965       | 16. Sep. 1973     |
| 3  | Tun Fuad Stephens     | 16. Sep. 1973       | 28. Juli 1975     |
| 4  | Mohd Hamdan           | 28. Juli 1975       | 10. Okt. 1977     |
| 5  | Ahmad Koroh           | 12. Okt. 1977       | 25. Juni 1978     |
| 6  | Mohamad Adnan Robert  | 25. Juni 1978       | 31. Dez. 1986     |
| 7  | Mohamad Said Keruak   | 1. Jan. 1987        | 31. Dez. 1994     |
| 8  | Sakaran Dandai        | 1. Jan. 1995        | 31. Dez. 2002     |
| 9  | Ahmadshah Abdullah    | 1. Jan. 2003        | 31. Dez. 2010     |
| 10 | Juhar Mahiruddin      | 1. Jan. 2011        | amtierend         |